# Coppa Italia 2020/2021
Pohárový ročník Coppa Italia 2020/2021 byl 74. ročník italského poháru. Soutěž začala 22. září 2020 a skončila 19. května 2021. Zúčastnilo se jí 78 klubů.
Obhájce z minulého ročníku byl klub SSC Neapol.

## Zúčastněné kluby v tomto ročníku
| Hrají od osmifinále Kluby ze Serie A | Hrají od 3. kola Kluby ze Serie A | Hrají od 2. kola Kluby ze Serie B | Hrají od 1. kola Kluby ze Serie C | Hrají od 1. kola Kluby ze Serie D |
| ------------------------------------ | --------------------------------- | --------------------------------- | --------------------------------- | --------------------------------- |
| Atalanta BC                          | Parma Calcio 1913                 | Reggina 1914                      | SS Juve Stabia                    | USD Breno                         |
| Juventus FC                          | FC Crotone                        | Frosinone Calcio                  | Ternana Calcio                    | Ambrosiana                        |
| FC Inter Milán                       | Turín FC                          | AC ChievoVerona                   | Potenza Calcio                    | Latte Dolce                       |
| AS Řím                               | Benevento Calcio                  | Benátky FC                        | Carpi FC 1909                     | ASD Gelbison Cilento Vallo        |
| SSC Neapol                           | Spezia Calcio                     | US Cremonese                      | US Alessandria Calcio 1912        | ASD Pineto Calcio                 |
| AC Milán                             | Udinese Calcio                    | US Salernitana 1919               | SS Monopoli 1966                  | Trastevere Calcio                 |
| US Sassuolo Calcio                   | UC Sampdoria                      | L.R. Vicenza Virtus               | Calcio Catania                    | S.N. Notaresco                    |
| SS Lazio                             | Cagliari Calcio                   | AS Cittadella                     | SSC Bari                          | Casarano Calcio                   |
|                                      | Hellas Verona FC                  | Empoli FC                         | Feralpisalò                       | Tritium Calcio 1908               |
|                                      | Janov CFC                         | US Lecce                          | AC Renate                         |                                   |
|                                      | ACF Fiorentina                    | S.P.A.L.                          | Novara Calcio                     |                                   |
|                                      | Bologna FC 1909                   | Delfino Pescara 1936              | AS Livorno Calcio                 |                                   |
|                                      |                                   | AC Reggiana 1919                  | FC Südtirol                       |                                   |
|                                      |                                   | Cosenza Calcio                    | US Città di Pontedera             |                                   |
|                                      |                                   | Pordenone Calcio                  | Carrarese Calcio 1908             |                                   |
|                                      |                                   | AC Monza                          | US Catanzaro 1929                 |                                   |
|                                      |                                   | Virtus Entella                    | Calcio Padova                     |                                   |
|                                      |                                   | AC Pisa 1909                      | Piacenza Calcio 1919              |                                   |
|                                      |                                   | Ascoli Calcio 1898 FC             | SS Teramo Calcio                  |                                   |
|                                      |                                   | Brescia Calcio                    | Virtus Francavilla Calcio         |                                   |
|                                      |                                   | Trapani Calcio (Serie C)          | Aurora Pro Patria 1919            |                                   |
|                                      |                                   | AC Perugia Calcio (Serie C)       | US Avellino 1912                  |                                   |
|                                      |                                   |                                   | Modena FC 2018                    |                                   |
|                                      |                                   |                                   | SS Sambenedettese                 |                                   |
|                                      |                                   |                                   | US Triestina Calcio 1918          |                                   |
|                                      |                                   |                                   | UC AlbinoLeffe                    |                                   |
|                                      |                                   |                                   | SS Arezzo                         |                                   |

## Zápasy

### 1. kolo
Zápasy byly na programu 22.- 23. září 2020.
Poznámky
|  | Postup do dalšího kola |

| Domácí                     | Výsledek       | Hosté                      |
| -------------------------- | -------------- | -------------------------- |
| US Città di Pontedera      | 1:2            | SS Arezzo                  |
| Carrarese Calcio 1908      | 4:0            | Ambrosiana                 |
| Calcio Catania             | 1:2 v (prodl.) | S.N. Notaresco             |
| SS Monopoli 1966           | 1:0            | Modena FC 2018             |
| US Alessandria Calcio 1912 | 3:2            | SS Sambenedettese          |
| AC Renate                  | 2:1            | US Avellino 1912           |
| Novara Calcio              | 3:1            | ASD Gelbison Cilento Vallo |
| Piacenza Calcio 1919       | 1:2            | SS Teramo Calcio           |
| AS Livorno Calcio          | 1:2            | Aurora Pro Patria 1919     |
| Calcio Padova              | 2:0            | USD Breno                  |
| Feralpisalò                | 1:0            | AS Pineto Calcio           |
| Ternana Calcio             | 1:2            | UC AlbinoLeffe             |
| SS Juve Stabia             | 2:1            | Tritium Calcio 1908        |
| SSC Bari                   | 4:0            | Trastevere Calcio          |
| Carpi FC 1909              | 1:3 v (prodl.) | Casarano Calcio            |
| Potenza Calcio             | 0:2            | US Triestina Calcio 1918   |
| FC Südtirol                | 2:1            | Latte Dolce                |
| US Catanzaro 1929          | 2:1            | Virtus Francavilla Calcio  |

### 2. kolo
Zápasy byly na programu 29.- 30. září 2020.
| Domácí                | Výsledek          | Hosté                      |
| --------------------- | ----------------- | -------------------------- |
| US Cremonese          | 4:0               | SS Arezzo                  |
| Benátky FC            | 2:0               | Carrarese Calcio 1908      |
| Delfino Pescara 1936  | 1:1 (8:7 na pen)  | S.N. Notaresco             |
| AC Reggiana 1919      | 0:3               | SS Monopoli 1966           |
| Cosenza Calcio        | 0:0 (3:1 na pen)  | US Alessandria Calcio 1912 |
| Empoli FC             | 2:1               | AC Renate                  |
| Ascoli Calcio 1898 FC | 1:4               | AC Perugia Calcio          |
| Brescia Calcio        | 3:0               | Trapani Calcio             |
| AS Cittadella         | 3:1               | Novara Calcio              |
| Reggina 1914          | 1:0               | SS Teramo Calcio           |
| L.R. Vicenza Virtus   | 3:2 (v prodl.)    | Aurora Pro Patria 1919     |
| Frosinone Calcio      | 1:3               | Calcio Padova              |
| US Lecce              | 2:0               | Feralpisalò                |
| Virtus Entella        | 2:1               | UC AlbinoLeffe             |
| AC Pisa 1909          | 2:0               | SS Juve Stabia             |
| S.P.A.L.              | 0:0 (4:2 na pen.) | SSC Bari                   |
| Pordenone Calcio      | 3:0               | Casarano Calcio            |
| AC Monza              | 3:0               | US Triestina Calcio 1918   |
| US Salernitana 1919   | 3:0               | FC Südtirol                |
| AC ChievoVerona       | 1:1 (6:7 na pen.) | US Catanzaro 1929          |

### 3. kolo
Zápasy byly na programu 27.- 28. října 2020.
| Domácí            | Výsledek          | Hosté                |
| ----------------- | ----------------- | -------------------- |
| Cagliari Calcio   | 1:0               | US Cremonese         |
| Hellas Verona FC  | 3:3 (3:1 na pen)  | Benátky FC           |
| Parma Calcio 1913 | 3:1               | Delfino Pescara 1936 |
| Cosenza Calcio    | 2:1               | SS Monopoli 1966     |
| Benevento Calcio  | 2:4               | Empoli FC            |
| Brescia Calcio    | 3:0               | AC Perugia Calcio    |
| AS Cittadella     | 0:2               | Spezia Calcio        |
| Bologna FC 1909   | 2:0               | Reggina 1914         |
| Udinese Calcio    | 3:1               | L.R. Vicenza Virtus  |
| ACF Fiorentina    | 2:1               | Calcio Padova        |
| Turín FC          | 3:1 (v prodl.)    | US Lecce             |
| Virtus Entella    | 3:1               | AC Pisa 1909         |
| FC Crotone        | 1:1 (3:4 na pen.) | S.P.A.L.             |
| Pordenone Calcio  | 0:0 (1:4 na pen.) | AC Monza             |
| UC Sampdoria      | 1:0               | US Salernitana 1919  |
| Janov CFC         | 2:1               | US Catanzaro 1929    |

### 4. kolo
Zápasy byly na programu 24.- 26. listopadu 2020.
| Domácí            | Výsledek       | Hosté            |
| ----------------- | -------------- | ---------------- |
| Cagliari Calcio   | 2:1            | Hellas Verona FC |
| Parma Calcio 1913 | 2:1            | Cosenza Calcio   |
| Empoli FC         | 3:0            | Brescia Calcio   |
| Bologna FC 1909   | 2:4 (v prodl.) | Spezia Calcio    |
| Udinese Calcio    | 0:1 (v prodl.) | ACF Fiorentina   |
| Turín FC          | 2:0            | Virtus Entella   |
| S.P.A.L.          | 2:0            | AC Monza         |
| UC Sampdoria      | 1:3            | Janov CFC        |

### Osmifinále
Zápasy byly na programu 12.- 21. ledna 2021.
| Domácí             | Výsledek          | Hosté             |
| ------------------ | ----------------- | ----------------- |
| Atalanta BC        | 3:1               | Cagliari Calcio   |
| SS Lazio           | 2:1               | Parma Calcio 1913 |
| SSC Neapol         | 3:2               | Empoli FC         |
| AS Řím             | 0:3               | Spezia Calcio     |
| ACF Fiorentina     | 1:2 (v prodl.)    | FC Inter Milán    |
| AC Milán           | 0:0 (5:4 na pen.) | Turín FC          |
| US Sassuolo Calcio | 0:2               | S.P.A.L.          |
| Juventus FC        | 3:2 (v prodl.)    | Janov CFC         |

### Čtvrtfinále
Zápasy byly na programu 26.- 28. ledna 2021.
| Domácí         | Výsledek | Hosté         |
| -------------- | -------- | ------------- |
| Atalanta BC    | 3:2      | SS Lazio      |
| SSC Neapol     | 4:2      | Spezia Calcio |
| FC Inter Milán | 2:1      | AC Milán      |
| Juventus FC    | 4:0      | S.P.A.L.      |

### Semifinále
Zápasy č. 1 byly na programu 2. a 3. února 2021, zápasy č. 2 byly na programu 9. a 10. února 2021
| Domácí         | Výsledek č. 1 | Výsledek č. 2 | Hosté       |
| -------------- | ------------- | ------------- | ----------- |
| SSC Neapol     | 0:0           | 1:3           | Atalanta BC |
| FC Inter Milán | 1:2           | 0:0           | Juventus FC |

### Finále
| 19. 5. 2021 21:00 CEST |        |                                          |                                                                                                   |
| Atalanta BC            | 1 : 2  | Juventus FC                              | Mapei Stadium - Città del Tricolore, Reggio Emilia, Itálie diváci: 4 300 rozhodčí: Daniele Doveri |
| Ruslan Malinovskyj 41' | Report | 31' Dejan Kulusevski 73' Federico Chiesa | Mapei Stadium - Città del Tricolore, Reggio Emilia, Itálie diváci: 4 300 rozhodčí: Daniele Doveri |

| B                    | 95 | Pierluigi Gollini  |                                                            |     |
| O                    | 2  | Rafael Tolói       | Žlutá karta udělena · Žlutá karta udělena opět · Vyloučení | 77' |
| O                    | 6  | José Luis Palomino |                                                            |     |
| O                    | 17 | Cristían Romero    | 78'                                                        |     |
| Z                    | 33 | Hans Hateboer      |                                                            | 76' |
| Z                    | 15 | Marten de Roon     | 88'                                                        |     |
| Z                    | 11 | Remo Freuler       | 85'                                                        |     |
| Z                    | 8  | Robin Gosens       |                                                            | 83' |
| Ů                    | 32 | Matteo Pessina     |                                                            | 68' |
| Ů                    | 18 | Ruslan Malinovskyj | 36'                                                        | 68' |
| Ů                    | 91 | Duván Zapata       |                                                            |     |
| Náhradníci:          |    |                    |                                                            |     |
| B                    | 31 | Francesco Rossi    |                                                            |     |
| B                    | 57 | Marco Sportiello   |                                                            |     |
| O                    | 3  | Joakim Mæhle       |                                                            |     |
| O                    | 4  | Boško Šutalo       |                                                            |     |
| Ů                    | 7  | Sam Lammers        |                                                            |     |
| Ů                    | 9  | Luis Muriel        |                                                            | 68' |
| O                    | 13 | Mattia Caldara     |                                                            |     |
| O                    | 19 | Berat Djimsiti     |                                                            | 77' |
| O                    | 40 | Matteo Ruggeri     |                                                            |     |
| Z                    | 59 | Alexej Mirančuk    |                                                            | 83' |
| Ů                    | 72 | Josip Iličić       | 89'                                                        | 76' |
| Z                    | 88 | Mário Pašalič      |                                                            | 68' |
| Trenér:              |    |                    |                                                            |     |
| Gian Piero Gasperini |    |                    |                                                            |     |

| B            | 77 | Gianluigi Buffon      |     |     |
| O            | 16 | Juan Cuadrado         |     |     |
| O            | 4  | Matthijs de Ligt      | 40' |     |
| O            | 3  | Giorgio Chiellini     | 27' |     |
| O            | 13 | Danilo                |     |     |
| Z            | 30 | Rodrigo Bentancur     |     |     |
| Z            | 14 | Weston McKennie       |     |     |
| Z            | 25 | Adrien Rabiot         |     |     |
| Z            | 22 | Federico Chiesa       |     | 74' |
| Ů            | 44 | Dejan Kulusevski      |     | 83' |
| Ů            | 7  | Cristiano Ronaldo     |     |     |
| Náhradníci:  |    |                       |     |     |
| B            | 1  | Wojciech Szczęsny     |     |     |
| B            | 31 | Carlo Pinsoglio       |     |     |
| Z            | 5  | Arthur Melo           |     |     |
| Z            | 8  | Aaron Ramsey          |     |     |
| Ů            | 9  | Álvaro Morata         |     |     |
| Ů            | 10 | Paulo Dybala          |     | 74' |
| O            | 19 | Leonardo Bonucci      |     | 83' |
| O            | 28 | Merih Demiral         |     |     |
| Z            | 33 | Federico Bernardeschi |     |     |
| O            | 38 | Gianluca Frabotta     |     |     |
| Trenér:      |    |                       |     |     |
| Andrea Pirlo |    |                       |     |     |

## Vítěz
| Coppa Italia 2020/21 Juventus FC (14. titul) |